# Nino Schurter
Nino Schurter (ur. 13 maja 1986) – szwajcarski kolarz górski, trzykrotny medalista olimpijski, wielokrotny  medalista mistrzostw świata i Europy oraz wielokrotny zdobywca Pucharu Świata.

## Kariera
Pierwsze sukcesy w karierze Nino Schurter osiągnął w 2003 roku, kiedy zdobył srebrne medale w kategorii juniorów i sztafecie na mistrzostwach świata w Lugano, a na mistrzostwach Europy w Grazu zwyciężył w sztafecie. W sezonie 2004 zdobył już cztery medale: złoty wśród juniorów i srebrny w sztafecie na mistrzostwach świata w Les Gets oraz złote w sztafecie i wśród juniorów na mistrzostwach Europy w Wałbrzychu. Podczas mistrzostw świata w Livigno w 2005 roku był trzeci za Rosjaninem Jurijem Trofimowem i swym rodakiem Lukasem Flückigerem, a na mistrzostwach Europy był drugi w sztafecie. W latach 2006 i 2007 zdobył łącznie cztery złote medale w sztafecie: podczas MŚ w Rotorua i ME w Limosano (2006) oraz na MŚ w Fort William i ME w Kapadocji (2007). Równocześnie na obu imprezach w 2006 roku był najlepszy w kategorii U-23, a rok później został mistrzem Europy i wicemistrzem świata w tej kategorii wiekowej. W 2008 roku wystąpił na igrzyskach olimpijskich w Pekinie, gdzie zdobył brązowy medal, przegrywając z dwoma Francuzami: Julienem Absalonem i Jean-Christophe'em Péraudem. W tym samym roku zdobył złoty medal U-23 i srebrny w sztafecie na MŚ w Val di Sole oraz złoty w kategorii U-23 na ME w St. Wendel. Pierwszy indywidualny medal wśród seniorów zdobył na mistrzostwach świata w Canberze w 2009 roku, gdzie zwyciężył w cross-country, wyprzedzając Juliena Absalona i swego rodaka Floriana Vogela. Kolejne sukcesy osiągnął dwa lata później, kiedy wspólnie z kolegami z reprezentacji zdobył srebro w sztafecie, a indywidualnie był drugi za Czechem Jaroslavem Kulhavým na mistrzostwach świata w Champéry. Swój drugi indywidualny tytuł mistrzowski zdobył na MŚ w Leogang w 2012 roku, gdzie wyprzedził dwóch kolejnych Szwajcarów: Lukasa i Matthiasa Flückigerów. Brał także udział w igrzyskach olimpijskich w Londynie, zajmując drugie miejsce za Kulhavým, a przed Włochem Marco Aurelio Fontaną. W 2013 roku zdobył swój pierwszy indywidualnym medal w kategorii seniorów na mistrzostwach Europy, kiedy w Bernie zajął drugie miejsce za Absalonem w cross-country. Na tych samych mistrzostwach Szwajcarzy z Schurterem w składzie zajęli drugie miejsce w sztafecie. W 2013 roku zdobył również indywidualnie kolejny złoty medal na mistrzostwach świata w Pietermaritzburgu.
Szwajcar wielokrotnie wygrywał zawody Pucharu Świata, przy czym w sezonach 2010, 2012 i 2013 triumfował w klasyfikacji generalnej. Tym samym przerwał dominację Juliena Absalona, który w latach 2006-2009 był czterokrotnie najlepszy. W sezonach 2011 i 2014 zajmował drugie miejsce, ulegając odpowiednio Kulhavemu i Absalonowi.

## Puchar Świata

### Miejsca na podium XCO (elita)
| Sezon | 1. miejsce | 2. miejsce | 3. miejsce | Razem |
| 2007  | -          | -          | 1          | 1     |
| 2008  | -          | 2          | -          | 2     |
| 2009  | -          | -          | -          | -     |
| 2010  | 2          | 2          | 1          | 5     |
| 2011  | 1          | 4          | -          | 5     |
| 2012  | 4          | 1          | -          | 5     |
| 2013  | 3          | 1          | 1          | 5     |
| 2014  | 4          | 1          | -          | 5     |
| 2015  | 3          | 3          | -          | 6     |
| 2016  | 3          | -          | -          | 3     |
| 2017  | 6          | -          | -          | 6     |
| 2018  | 5          | 2          | -          | 7     |
| Suma  | 27         | 16         | 3          | 46    |